# Wilen
Wilen (TG) is een gemeente en plaats in het Zwitserse kanton Thurgau en maakt deel uit van het district Münchwilen.
Wilen telt 1953 inwoners.